# Anarquismo en Egipto

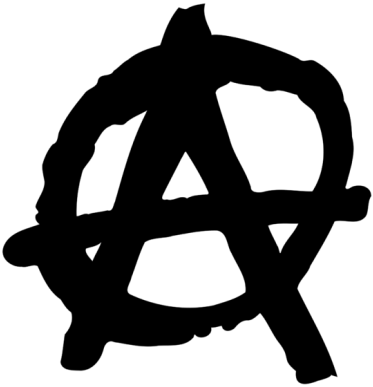
Locos política

La historia del anarquismo en Egipto está fuertemente vinculada en sus inicios al anarquismo en Italia y, especialmente, a las ideas anarcosindicalistas.

## Inicios
Durante 1877 apareció en Alejandría una publicación anarquista en italiano titulada "Il Lavoratore". Poco después, en septiembre de 1878, Errico Malatesta abandonó Italia para no ser detenido, instalándose en la ciudad de Alejandría (Egipto), donde existía una próspera comunidad de trabajadores italianos. 
A raíz del atentado fallido contra el Rey Umberto I por el republicano Passamante, se desató una feroz represión, en particular contra los anarquistas. Malatesta fue deportado a Italia junto con Alvina. Los "patriotas" (pro monárquicos) italianos residentes en Egipto condenaron la acción de Passamante, pero los anarquistas italianos respondieron organizando una manifestación obrera en apoyo de Passamante frente al Consulado italiano.
En 1884 apareció una revista italiana anarquista, "La Questione Sociale", fundada por Malatesta.

## El anarquismo en el movimiento obrero egipcio
Durante la construcción del Canal de Suez, los carboneros egipcios declararon en Puerto Saíd una huelga contra la Compañía constructora el 1 de abril de 1882. 
En 18 de marzo de 1894 fue arrestado por la policía un trabajador griego que distribuía folletos anarquistas que reivindicaban la Comuna de París; el 1 de octubre declararon la huelga los trabajadores griegos empleados por la Compañía del Canal de Suez. Sakilarides Yanakakis estableció una unión de zapateros. 
En 1899 operarios italianos de la represa de Assuan se declararon en huelga, mientras que los obreros del tabaco llamaron a una huelga general el mismo año. En 1903 se creó la Union of Employees of International Trade Firms. 
En 1907 los trabajadores extranjeros en Alejandría y El Cairo se manifestaron en contra de la extradición de refugiados rusos que vivían en Egipto, huidos de la represión que siguió a la Revolución de 1905. En 1908 se constituyó el sindicato El Cairo Tramworkers Union.